# Xiaolian
Xiaolian (chinois traditionnel et simplifié : 孝廉, pinyin : xiàolían), « piété filiale et incorruptibilité », était un critère de nomination des mandarins dans la Chine antique.
Le critère de piété filiale et d'incorruptibilité fut institué par l'empereur Wudi des Han en 134 av. J.-C. (1re année de Yuanguang) sur les conseils de Dong Zhongshu. Les responsables de chaque district avaient pour ordre de recommander annuellement une personne pour sa piété filiale et une autre pour son incorruptibilité afin que ceux-ci joignent le service public. Ce système permettait d'apporter des jeunes talents dans l'administration et sous la dynastie Han occidentaux constituait la principale source de fonctionnaires. 